# Euchilia costifera
Euchilia costifera är en skalbaggsart som beskrevs av Waterhouse 1879. Euchilia costifera ingår i släktet Euchilia och familjen Cetoniidae. Inga underarter finns listade i Catalogue of Life.